# 他林敦的列奥尼达
他林敦的列奥尼达（英語：Leonidas of Tarentum），约活动于公元前3世纪前期。古希腊警句诗人，一生颠沛流离。
他是当时最擅常模仿的诗人之一。现存警句约百首，大多极为悲观，有些是名符其实的献题，其他的为虚构。
他描写贫苦，并非爱情与享乐（而这些均为其同时代的阿斯克莱皮亚德斯和波塞伊迪普斯所创作的题材）。